# レジェンドの目撃者
『レジェンドの目撃者』（れじぇんどのもくげきしゃ）はNHK BS（2023年11月まではNHK BS1）で2019年12月28日から放送されているプロ野球ドキュメンタリー番組。

## 概要
プロ野球の歴史を彩る名選手の伝説的なプレーや人間性に「目撃者」の証言から迫り、その秘密を紐解くドキュメンタリー特別番組。
プロ野球界のレジェンドをゲストに迎え、当時を目の当たりにした "レジェンドの「目撃者」"の証言VTRを見ながら、司会の土屋礼央とNHKアナウンサー（副島萌生が2019年12月28日 - 2024年3月18日初回放送回までを担当。2024年6月15日放送回より吉岡真央が務める）がその実像に迫る。白を基調としたスタジオの背景には「目撃者」達のモノクロの写真パネルが飾られている。なお、2022年6月11日初回放送の衣笠祥雄のように取り上げるレジェンドがすでに故人となっている場合は、そのレジェンドにゆかりのある人物にその目撃者として登場してもらうこともある。
2022年8月には「特別編」として球界以外のレジェンドを特集。プロゴルファー 青木功、柔道家 山下泰裕をゲストに迎えて2週続けて放送された。
初回から10回目となる2021年3月27日放送回まではNHK BS1の大型特集番組「BS1スペシャル」として土曜・日曜・祝日などの夜を中心に不定期に放送されていたが、2021年9月20日放送回からはBS1スペシャル枠ではなくなり、主にプロ野球オフシーズンに放送されている。

## 出演

### 司会
- 土屋礼央（野球好きミュージシャン、2019年12月28日 - ）
- 副島萌生（NHKアナウンサー、2019年12月28日 - 2024年3月18日・第38回）
- 吉岡真央（NHKアナウンサー、第39回・2024年6月15日 - ）

### 語り
- 奥畑幸典

## 放送リスト
|        | タイトル・レジェンドゲスト             | 初回放送       | レジェンドの「目撃者」 |        |        |        |
| 2019年 | 2019年                                 | 2019年         | 2019年 | 2019年 | 2019年 | 2019年 |
| ------ | -------------------------------------- | -------------- | --- | ------ | ------ | ------ |
| 1      | 三冠王 落合博満                        | 2019年12月28日 | 山田久志、立野清広、内山泰志、横山健一、古田敦也 山崎夏生、北辻利寿、山川穂高、平田良介 |        |        |        |
| 2020年 |                                        |                | |        |        |        |
| 2      | 50歳まで現役 山本昌                    | 2020年7月20日  | 中村武志、谷繁元信、小田幸平、高橋由伸、中野栄一、谷博、山田啓之 山﨑武司、小山裕史、早川和夫、松下裕一、松下泰大                                                                                    |        |        |        |
| 3      | 最強のクローザー 佐々木主浩            | 2020年12月5日  | 谷繁元信、秋元宏作、広澤克実、片平保彦、三井康浩 江川靖、齊藤明雄、五十嵐英樹 |        |        |        |
| 4      | 盗塁王 福本豊                          | 2020年12月18日 | 大熊忠義、藤本典征、浅井浄、梨田昌孝、江本孟紀 今坂喜好、松本誠次、曽我部史朗、薬師神芳夫 |        |        |        |
| 5      | ホームランアーチスト 田淵幸一          | 2020年12月26日 | 山本浩二、掛布雅之、堀内恒夫、平井隆司、西澤暲 上田二朗、岩﨑冨久美、彌武雅一、中谷隆男 |        |        |        |
| 2021年 |                                        |                | |        |        |        |
| 6      | サブマリン 山田久志                    | 2021年1月10日  | 渡辺俊介、藤本典征、松沼博久、曽我部史朗、山口高志、中沢伸二 |        |        |        |
| 7      | V9のエース 堀内恒夫                    | 2021年2月3日   | 吉田孝司、木俣達彦、藤田平、小川光明、関本四十四 新浦壽夫、田草川勝、菅沼清純 |        |        |        |
| 8      | ミスタータイガース 掛布雅之            | 2021年2月22日  | 川藤幸三、石井好博、中谷賢平、井坂善行 真弓明信、赤木誠、尾花高夫 |        |        |        |
| 9      | ケンカ投法 東尾修                      | 2021年3月19日  | 佐々木恭介、梨田昌孝、大石友好、豊倉孝治 大田卓司、田淵幸一、松沼博久 |        |        |        |
| 10     | 怪物 江川卓                            | 2021年3月27日  | 吉田孝司、山本浩二、中畑清、鹿取義隆、袴田英利 大橋康延、棚橋誠一郎、関島民雄 |        |        |        |
| 11     | 球界の"のび太" 古田敦也                | 2021年9月20日  | 川崎憲次郎、高木豊、鈴木尚広、宮本慎也、川路麗 達川光男、伊藤卓、広澤克実、山本昌 |        |        |        |
| 12     | 攻守のスペシャリスト 篠塚和典          | 2021年10月30日 | 末次利光、ウォーレン・クロマティ、松本匡史、立浪和義、久保田五十一 正田耕三、河埜和正、中畑清、篠宮愼一                                                                                              |        |        |        |
| 13     | 赤手袋のスイッチヒッター 柴田勲        | 2021年11月4日  | 高橋慶彦、城之内邦雄、菅谷齊、古賀英彦、安仁屋宗八 北村晴男、黒江透修、高田繁 |        |        |        |
| 14     | 奪三振王 江夏豊                        | 2021年12月5日  | 田淵幸一、若生智男、林健造、辻恭彦、末次利光 福永富雄、井関真、水沼四郎、駒沢悟 |        |        |        |
| 2022年 |                                        |                | |        |        |        |
| 15     | ミスター赤ヘル 山本浩二                | 2022年1月8日   | 水谷実雄、堀内恒夫、内田順三、福永富雄、菅梅行恭 広瀬光人、池谷公二郎、平岡毅、長島吉邦 |        |        |        |
| 16     | ジェットミサイルホームラン 秋山幸二    | 2022年1月15日  | デーブ大久保、渡邉正司、長池徳士、露久保孝一 斉藤和巳、小久保裕紀、村上一義 |        |        |        |
| 17     | 小さな大打者 若松勉                    | 2022年3月13日  | 大島久、杉浦亨、柳俊之、関本四十四、大矢明彦、松根敦子、八重樫幸雄 |        |        |        |
| 18     | ミスター完投勝利 鈴木啓示              | 2022年3月20日  | 太田幸司、長池徳士、有田修三、江夏豊 |        |        |        |
| 19     | 鉄人 衣笠祥雄                          | 2022年6月11日  | スタジオゲスト：江夏豊、風見しんご、駒沢悟 目撃者：外木場義郎、永山貞義、水谷実雄、福永富雄 高橋慶彦、山本浩二、カル・リプケン・ジュニア                                                             |        |        |        |
| 20     | 特別編 世界のアオキ 青木功             | 2022年8月1日   | 関根勤、海老原清治、田辺アキ、鷹巣南雄、松井功、王貞治 青木チエ、中嶋常幸、渡辺司、ジャック・ニクラウス                                                                                              |        |        |        |
| 21     | 特別編 史上最強の柔道家 山下泰裕       | 2022年8月8日   | 井上康生、原口謙一、上村春樹、佐藤宣践、小川雄勢 ヘンリー・ストール、モハメド・ラシュワン |        |        |        |
| 22     | 優勝請負人 工藤公康                    | 2022年11月3日  | 伊東勤、東尾修、渡辺久信、工藤阿須加、白木仁 石毛宏典、吉田修司、岩切英司、上原浩治 |        |        |        |
| 23     | 7色の変化球 大野豊                     | 2022年11月10日 | 篠塚和典、達川光男、安仁屋宗八、小林誠二、三井康浩 川口和久、小早川毅彦、山本浩二、種田博人 |        |        |        |
| 24     | 最強のサイドスロー 斎藤雅樹            | 2022年11月17日 | 村田真一、堀内恒夫、杉山茂、山﨑武司、ラリー・パリッシュ 徳光和夫、鹿取義隆、中尾孝義 |        |        |        |
| 2023年 |                                        |                | |        |        |        |
| 25     | 安打製造機 張本勲                      | 2023年1月12日  | 山田久志、長池徳士、鈴木啓示、江本孟紀、高田繁、菅谷齊、吉田孝司 |        |        |        |
| 26     | バントの神様 川相昌弘                  | 2023年1月19日  | 上田武司、中畑清、平野謙、達川光男、篠塚和典 ウォーレン・クロマティ、斎藤雅樹、仁志敏久 |        |        |        |
| 27     | 日本野球を変えた男 野村克也            | 2023年2月10日  | スタジオゲスト：高津臣吾、真中満、鈴木啓示 目撃者：川崎憲次郎、飯田哲也、古田敦也、松根敦子、松井優典 広瀬叔功、江本孟紀、鈴木啓示、福本豊、市原稔、黒坂洋介                                         |        |        |        |
| 28     | 遅球王 星野伸之                        | 2023年2月27日  | 初芝清、福本豊、山口高志、皆川信也、藤田浩雅、佐藤義則 野田浩司、田口壮、DJ KIMURA、平井正史 |        |        |        |
| 29     | 鉄人 金本知憲                          | 2023年3月18日  | 桧山進次郎、内田順三、正田耕三、平岡洋二、吉田風 赤星憲広、関本賢太郎、上原浩治、藤川球児 |        |        |        |
| 30     | 特別編 テニス 伊達公子                 | 2023年7月15日  | 小浦猛志、松岡修造、神尾米、白石宏 杉山愛、アランチャ・サンチェス |        |        |        |
| 31     | 特別編 ミスター・ラグビー 松尾雄治     | 2023年8月27日  | 大畑大介、金田智、津山武雄、阿刀裕嗣、星野繁一 金野年明、森重隆、坂下功正、大八木淳史 |        |        |        |
| 32     | 燃える男 星野仙一                      | 2023年10月7日  | スタジオゲスト：田淵幸一、有働由美子 目撃者：山本浩二、高田繁、木俣達彦、末次利光、佐々木友肇 早川実、金本知憲、中村武志、谷博                                                                       |        |        |        |
| 33     | 最強の"助っ人" ランディ・バース        | 2023年10月11日 | 本多達也、川藤幸三、掛布雅之、ブーマー・ウェルズ 荒木大輔、鈴木孝政、江川卓 |        |        |        |
| 34     | 最多出場の司令塔 谷繁元信              | 2023年11月12日 | 野村弘樹、三浦健児、大矢明彦、佐々木主浩、古田敦也 山本昌、岩瀬仁紀、川上憲伸 |        |        |        |
| 2024年 |                                        |                | |        |        |        |
| 35     | 不屈の"18番" 桑田真澄                  | 2024年2月12日  | 堀内恒夫、斎藤雅樹、村田真一、広澤克実、坂本智 東尾修、松田保雄、岡島秀樹、高田誠 |        |        |        |
| 36     | ミスターレオ 石毛宏典                  | 2024年2月19日  | 岡村隆則、田淵幸一、伊原春樹、工藤公康、辻発彦 中川充四郎、高橋慶彦、西村徳文、星野伸之 |        |        |        |
| 37     | 特別編 "バサロ"で世界を取った 鈴木大地 | 2024年3月16日  | 東島新次、本田和励、鈴木陽二 デビッド・バーコフ、イゴール・ポリャンスキー |        |        |        |
| 38     | 巨人を救った"絶好調男" 中畑清          | 2024年3月18日  | 高田繁、篠塚和典、洞山和哉、松原誠、吉村禎章 中尾孝義、井野修、掛布雅之、石毛宏典 |        |        |        |
| 39     | 特別編 W杯優勝の立役者 澤穂希          | 2024年6月15日  | 梶山宗義、本田美登里、加藤與惠、大野忍、宮間あや 佐々木則夫、川澄奈穂美 |        |        |        |
| 40     | 特別編 五輪3連覇 吉田沙保里            | 2024年7月20日  | 登坂絵莉、吉田幸代、長江祐介、小原日登美 浜田千穂、トーニャ・バービーク、松川知華子 |        |        |        |
| 41     | 幻の4割バッター W.クロマティ           | 2024年11月2日  | 平野博昭、遠藤一彦、レオン・リー、篠塚和典、吉村禎章 岡崎郁、中畑清、松本匡史、江川卓、村田真一 |        |        |        |
| 42     | 史上最多セーブ 岩瀬仁紀                | 2024年12月7日  | 豊田学宏、山本昌、谷繁元信、佐伯貴弘、落合博満 宮部和裕、三輪敬司、森繁和 |        |        |        |
| 2025年 |                                        |                | |        |        |        |
| 43     | 精密機械 北別府学                      | 2025年1月20日  | |        |        |        |
| 44     | 塀際の魔術師 高田繁                    | 2025年2月1日   | 柴田勲、千田啓介、佐藤國雄、小川光明、関本四十四、末次利光 田淵幸一、渡辺三保、吉田孝司、河埜和正 |        |        |        |
| 45     | MLB特別編 上原浩治・岩隈久志           | 2025年3月16日  | ジョン・ファレル、村田真一、建山義紀、内窪信一郎、バック・ショーウォルター 川﨑宗則、東田孝昭、シャノン・ドレイヤー、関場大輔、山本謙司、ジェリー・ディポート                                        |        |        |        |
| 46     | 愛されるパフォーマー A.ラミレス        | 2025年5月12日  | 八重樫幸雄、近藤広二、野口茂樹、亀田恭之、古田敦也 矢野燿大、相川亮二、倉義和、小田幸平 |        |        |        |
| 47     | 名将対決 中日vs.巨人 10.8決戦          | 2025年6月28日  | スタジオゲスト：立浪和義、元木大介 目撃者：山本昌、所憲佐、斎藤雅樹、三井康浩、川相昌弘、彦野利勝、村田真一、中村武志 亀田正則、堀場源一郎、山川恵美子、尾谷和也、館林誠、佐原大輔、今西悟、水野恒夫 |        |        |        |